# Istrische Y
De Istrische Y (Kroatisch: Istarski ipsilon; Italiaans: Y istriana) is de combinatie van de twee belangrijkste (autosnel)wegen in Istrië, die samen de vorm van een Y hebben. De drie takken van de Y komen samen bij knooppunt Kanfanar, in het middenwesten van het schiereiland.
De twee wegen die tot de Istrische Y behoren zijn de A8/B8 en de A9/B9. De laatste loopt vanaf de grens met Slovenië langs de Istrische kust in zuidelijke richting naar Pula. De A8/B8 loopt vanaf het knooppunt Kanfanar door het Učka-gebergte naar de plaats Matulji bij de havenstad Rijeka, alwaar de weg aansluit op de A7.
De gehele Istrische Y wordt beheerd door het bedrijf Bina-Istra.